# Галео Тетиен Петрониан
Галео Тетиен Петрониан (на латински: Galeo Tettienus Petronianus) е сенатор на Римската империя през 1 век.

## Биография
Произлиза от Асизиум в Умбрия. Син е на Галео Тетиен Север. Неговият брат Тит Тетиен Серен е суфектконсул през 81 г.
През 76 г. Петрониан е суфектконсул заедно с Марк Фулвий Гилон. Той осиновява Галео Тетиен Север Марк Епулей Прокул Тиберий Кеспион Хиспон (вероятно суфектконсул 102 или 103 г.).